# Horisme disrupta
Horisme disrupta là một loài bướm đêm trong họ Geometridae.